# Путєводна Звєзда
Путєводна Звєзда (біл. Пуцяводная Звязда) — селище в Шарпиловській сільській раді Гомельського району Гомельської області Республіки Білорусь.
На півдні межує із лісом.

## Географія

### Розташування
29 км на південний захід від Гомеля.

## Гідрографія
На півночі меліоративний канал.

## Транспортна мережа
Транспортні зв'язки степовою, потім автомобільною дорогою Нова Гута — Гомель. Планування складається з прямолінійної вулиці, яка орієнтована з південного сходу на північний захід і забудована дерев'яними будинками садибного типу.

## Історія
Засноване на початку XX століття переселенцями із сусідніх сіл. У 1926 році в Об'єднано-селищній сільраді Дятловицького району Гомельського округу. 1931 року жителі вступили до колгоспу. У 1959 році у складі радгоспу «Межиріччя» (центр – село Шарпиловка).

## Населення

### Чисельність
- 2009 — 23 мешканці.